# Bóbrka
Bóbrka (ukrán nyelven: Бібрка, Bibrka) Lengyelország délkeleti részén, a Kárpátaljai vajdaságban, a Leskói járásban található település. A község Solinától közel 4 kilométernyire fekszik északi irányban, míg a járási központnak számító Lesko 11 kilométernyire északnyugatra található, valamint a vajdaság központja, Rzeszów 76 kilométernyire északkeletre van a településtől.

## Fordítás
Ez a szócikk részben vagy egészben  a   Bóbrka című angol Wikipédia-szócikk ezen változatának fordításán alapul.  Az eredeti cikk szerkesztőit annak laptörténete sorolja fel. Ez a jelzés csupán a megfogalmazás eredetét és a szerzői jogokat jelzi, nem szolgál a cikkben szereplő információk forrásmegjelöléseként.